# Штандартенфюрер

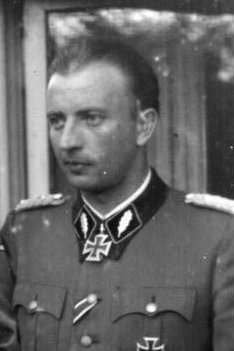
Герман Фегелейн в звании штандартенфюрера СС

Штандартенфюрер (нем. Standartenführer, сокр. Staf) — звание в СС и СА, соответствовало званию оберста (полковника) в вермахте.
В 1929 году этот чин был введён в структуру СС для руководителей территориальных подразделений СС — штандартов (SS Standarte). Обычно штандарт формировался из членов СС большого города или двух-трёх малых городов. В штандарт входили три штурмбанна (SS Sturmbann), один резервный штурмбанн (из числа старших членов СС в возрасте 35—45 лет) и шпильманцуг (оркестр). Численность штандарта доходила до 3500 человек.
В организации «Стальной шлем», которая в 1933 г. вошла в состав СА, аналогом было звание «региментсфюрер» (командир полка).
С 1936 года, после создания войск СС, чин штандартенфюрера соответствовал чину полковника и должности командира полка.

## Знаки различия
| Штандартенфюрер SS, SA, NSKK и NSFK                            |                         |                         |                                                    |                       |                       |                      |
| Знаки различия - Погон - Нарук. нашив. (Маск. кост.) - Петлица | Schutzstaffel (нем. SS) | Schutzstaffel (нем. SS) | Schutzstaffel (нем. SS)                            | Штурмовые отряды (SA) | НC мех. корпус (NSKK) | НC авиакорпус (NSFK) |
| Знаки различия - Погон - Нарук. нашив. (Маск. кост.) - Петлица |                         |                         | ru: Просьба за изготовлением и перемещеним картиу! |                       |                       |                      |
| Знаки различия - Погон - Нарук. нашив. (Маск. кост.) - Петлица | только Ваффен-СС        | только Ваффен-СС        | - Общие СС - Ваффен-СС                             | Петлицы               | Петлицы               | Петлицы              |

## В литературе и кино
- До чина штандартенфюрера СС дослужился в Германии советский разведчик Исаев—Штирлиц, литературный и кинематографический персонаж, созданный Юлианом Семёновым.
- Звание штандартенфюрера СС (позже оберфюрера СС) имел один из героев романа и фильма «Щит и меч» Вилли Шварцкопф.
- Звание штандартенфюрера СС имел один из главных антагонистов сериала «Штамм» Томас Аихорст (Рихард Заммель).
- Ганс Ланда (Кристоф Вальц) из фильма «Бесславные ублюдки» также имел звание штандартенфюрера СС.
- Доктор Оскар Хут (Oskar Huth), герой романа Лена Дейтона «SS-GB» (СС: Великобритания или Британские SS) имел звание штандартенфюрера.
- Штандартенфюрер СС упоминается в сатирической повести братьев Стругацких «Понедельник начинается в субботу»

Рассказывали, что в углу кабинета стоит великолепно выполненное чучело одного старинного знакомого Кристобаля Хозевича, штандартенфюрера СС в полной парадной форме, с моноклем, кортиком, железным крестом, дубовыми листьями и прочими причиндалами. Хунта был великолепным таксидермистом. Штандартенфюрер, по словам Кристобаля Хозевича, — тоже. Но Кристобаль Хозевич успел раньше.

- Звание штандартенфюрера СС носит Клаус Ягер, персонаж российского фильма «Т-34».
- Звание штандартенфюрера СС носил главный антагонист романа Анатолия Иванова «Вечный зов» Арнольд Михайлович Лахновский. В экранизации его сыграл Олег Басилашвили.
- Звание штандартенфюрера СС носил Герцог, главный антагонист фильма Операция «Мёртвый снег».